# Fekete Gizi
Fekete Gizella (Cibakháza, 1949. szeptember 29. –) Jászai Mari-díjas magyar színésznő, a Szegedi Nemzeti Színház örökös tagja.
A pályatárs, Rácz Tibor egykori felesége, Rácz Rita opera-énekesnő édesanyja.

## Életpályája
Fekete Géza és Antal Gizella gyermekeként született. Főiskolai tanulmányait a Színház- és Filmművészeti Főiskolán végezte 1972–1976 között. 1976–1977 között a kaposvári Csiky Gergely Színház tagja volt. 1977-től 1982-ig a Szegedi Nemzeti Színházban játszott. 1982 és 1990 között a zalaegerszegi Hevesi Sándor Színház tagja volt. 1990-től ismét a Szegedi Nemzeti Színház tagja.
1972-ben házasságot kötött Rácz Tiborral, akitől később elvált. Két gyermeke született; Rita (1979) és Máté (1986).

## Színházi szerepei

### Kaposvári Csiky Gergely Színház
- Claire Ewbank (David Storey: A vállalkozó)
- Akszinya Danyolova (Osztrovszkij: Erdő)
- Ilonka (Barabás Tibor–Gádor Béla–Kerekes János: Állami áruház)

### Szegedi Nemzeti Színház
- Antigoné (Szophoklész: Antigoné)
- Laura (Strindberg: Az apa)
- Kay anyja (Andersen: Hókirálynő)
- Simona (Thurzó Gábor: Holló és sajt, avagy van pápánk)
- Anyuci (H. Barta Lajos: Balkánember)
- Anyika (Lőrinczy Attila: Balta a fejbe)
- Richterné (Darvasi László: Bolond Helga - egy város, ahol szeretik a mazsolát)
- Nagyanya (Horváth Péter: Csao bambino)
- Cecília (Kálmán Imre: Csárdáskirálynő)
- Lány (Bartók Béla: A csodálatos mandarin)
- Clarisse (Huszka Jenő: Lili bárónő)
- Koltayné (Gábor Andor: Dollárpapa)
- Zsuzsa (Kaló Flórián: Egyedül)
- Dora Strang (Peter Shaffer: Equus)
- Akszjura (Osztrovszkij: Erdő)
- Gertrúd (William Shakespeare: Hamlet)
- Korláthyné (Szirmai Albert: Mágnás Miska)
- Az anya (Luigi Pirandello: Hat szereplő szerzőt keres)
- Golde (Joseph Stein: Hegedűs a háztetőn)
- Özv. Telkesyné (Csáth Géza: A Janika)
- Portia (William Shakespeare: Julius Caesar)
- Zsófi (Witkiewicz: Hőbörgő Mátyás János Károly)
- Monique (Wesker: Konyha)
- Sólyomárus (Weöres Sándor: Holdbéli csónakos)
- Titánia (William Shakespeare: Szentivánéji álom)
- Elmira (Molière: Tartuffe)
- Hunyadiné (Zerkovitz Béla: Csókos asszony)
- Agafja Tyihonovna (Gogol: Háztűznéző)
- Bagira (Dés László−Geszti Péter−Békés Pál: A dzsungel könyve)
- Mama (Egressy Zoltán: Reviczky)
- Bányainé (Kellér Dezső−Horváth Jenő−Szenes Iván: A szabin nők elrablása)
- Madame Lefebvre (Eisemann Mihály: Fekete Péter)
- Agnes (Edward Albee: Kényes egyensúly)
- Mária (Békeffi István–Lajtai Lajos: A régi nyár)
- Albuquerque hercegnő (Victor Hugo: A királyasszony lovagja)
- Nemes/Aggastyán/Orvos (William Shakespeare: Lear király)
- Hollunderné (Molnár Ferenc: Liliom − Egy csirkefogó élete és halála)
- Sostrata (Niccolò Machiavelli: Mandragóra)
- Barbara (Fényes Szabolcs: Maya)
- Valéria (Ödön von Horváth: Mesél a bécsi erdő)
- Madeleine Béjart (Bulgakov: Molière)
- Lelkésznő (Per Olov Enquist: A nap huszonötödik órája)
- A mama (Zsolt Béla: Nemzeti drogéria)
- Suhajda Margit (Urbán Ernő: Uborkafa)
- Beatrice (Arthur Miller: Pillantás a hídról)
- Anna Petrovna (Csehov: Platonov)
- Rose Quimet (Michel Tremblay: Sógornők)
- Erzsébet (Friedrich Schiller: Stuart Mária)
- Turandot (Gozzi: Turandot)
- Roticsné (Molnár Ferenc: Üvegcipő)
- Gittel (Gibson: Libikóka)
- Warrenné (George Bernard Shaw: Warrenné mestersége)
- Szofja (Gorkij: Zikovék)
- Bessy (Jacobi Viktor: Leányvásár)
- Truvy Jones (Robert Harling: Acélmagnóliák)
- Nő (Spiró György: Csirkefej)
- Daisy Parker (Ábrahám Pál: Bál a Savoyban)
- Erzsi (Szigligeti Ede: Liliomfi)
- Feleség (Simon Stephens: Pornográfia)
- Apácafőnöknő/Emília (Shakespeare: A tévedések komédiája)
- Mirigy (Vörösmarty Mihály: Csongor és Tünde)
- Olympe Ferraillon (Georges Feydeau: Bolha a fülbe)
- Clara/Sophie (Barnák László−Deme László: A rejtőzők)
- Mauks Ilona (Görgey Gábor: Mikszáth különös házassága)
- Ákombákom (Fésűs Éva: Palacsintás király)
- Anfisza (Csehov: A három nővér)
- Anya (Petr Zelenka: Hétköznapi őrületek)
- Juliane Tesman (Ibsen: Hedda Gabler)
- Zerline (Hermann Broch: Zerline a szobalány története)
- Özv. Húber Evermódné (Füst Milán: Boldogtalanok)
- Claire Zachanassian (Dürrenmatt: Az öreg hölgy látogatása)
- Estella (Hubay Miklós: Ők tudják, mi a szerelem)
- Mme Pinchard (Feydeau: A hülyéje)
- Kurázsi mama (Bertolt Brecht: Kurázsi mama és gyermekei)
- Mama (Egressy Zoltán: Szimpla szerda)
- Madame Fleury (Lehár Ferenc: Luxemburg grófja)
- Pernelle-né (Molière: Tartuffe)
- Agrippina (Hubay Miklós: Néró)

### Zalaegerszegi Hevesi Sándor Színház
- Finum Rózsi, menyecske (Tóth Ede: A falu rossza)
- Éj (Vörösmarty Mihály: Csongor és Tünde)
- Tünde (Vörösmarty Mihály: Csongor és Tünde)
- Gránya (Petrusevszkaja: Zeneórák)
- Pauline (Sue Townsend–Ken Howard: A 13 és 3/4 éves Adrian Mole titkos naplója)
- Dorine, Mariane komornája (Molière: Tartuffe)
- Pattanó Rozi, kültelki lápvirág (Tersánszky Józsi Jenő: Kakuk Marci)
- Lucienne Homenides de Histangua (Feydeau: Bolha a fülbe)
- Viola (Móricz Zsigmond: Légy jó mindhalálig)
- Sophie de Courvoisier (Romain Rolland: A szerelem és a halál játéka)
- Angiolieriné (Thomas Mann: Mario és a varázsló)
- Susy (Frederick Knott: Várj, míg sötét lesz)
- Zina (Bulgakov: Kutyaszív)
- Fulvia (Bibbiena: Calandria)
- Beatrix (Heltai Jenő: A néma levente)
- Yvette Pottier (Bertolt Brecht: Kurázsi mama és gyermekei)
- Natalja Ivanovna (Csehov: Három nővér)
- Plankenhorst Alphonsine (Jókai Mór: A kőszívű ember fiai)
- Nancy (Lionel Bart: Oliver)
- Dina (Móricz Zsigmond: Fortunátus)
- Diana (Lope de Vega: A kertész kutyája)
- Háziasszony (Kodály Zoltán: Székelyfonó)
- Elűzetett jeruzsálemi királynak húga, királynő (Katona József: Jeruzsálem pusztulása)
- Lady Milford (Schiller: Ármány és szerelem)
- Királykisasszony (Ruszt József: A fából faragott királyfi)
- Vira (Kamondy László: Lány az aszfalton)
- Pénztárosnő (Mándy Iván: Mélyvíz)
- Katyerina (Osztrovszkij: Vihar)
- Clorinda (Carlo Goldoni: Szerelmesek)
- Éva (Madách Imre: Az ember tragédiája)

## Filmjei

### Játékfilmek
- Kenyér és cigaretta (1975)

### Tévéfilmek
- Felelet 1-8. (1975)
- Csillagok változása (1975)
- Vásár (1985)
- Szekszárdi mise (2001)
- Barátok közt (2000–2001, 2003)
- Munkaügyek (2013)
- Fapad (2014)

## Díjai
- Jászai Mari-díj (1985)
- Déryné-díj (1993)
- Domján Edit-díj (1998)
- Szeged Kultúrájáért díj (2010)
- Pro Urbe Szeged (2013)
- A Szegedért Alapítvány Fődíja (2014)
- A Szegedi Nemzeti Színház Örökös Tagja (2014)
- A Magyar Érdemrend lovagkeresztje (2023)[4]